# Gene Stratton-Porter

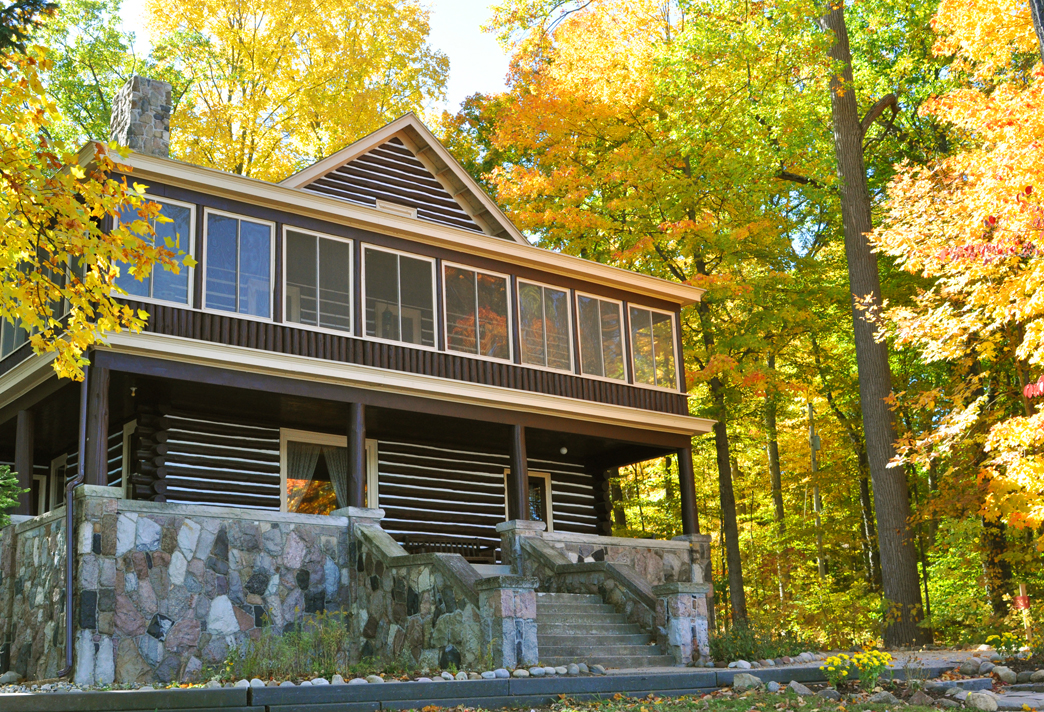
Cabaña de la escritora en Wildflower Woods, actualmente Gene Stratton-Porter State Historic Site, en Rome City, Indiana.

Gene Stratton-Porter (17 de agosto de 1863 – 6 de diciembre de 1924) fue una escritora, naturalista y fotógrafa de naturaleza de nacionalidad estadounidense, una de las primeras mujeres en fundar un estudio cinematográfico y una compañía productora, Gene Stratton-Porter Productions, Inc.  Ella escribió varias novelas de éxito, así como columnas en publicaciones nacionales como McCall's. Sus trabajos se tradujeron a varios idiomas, incluyendo el Braille, estimándose que llegó a contabilizar un total de 50 millones de lectores en todo el mundo. Ella aprovechó su estatus y sus ingresos como escritora de fama para dar apoyo a la conservación de hábitats de la Marisma Limberlost, así como a otros humedales del estado de Indiana. Su novela A Girl of the Limberlost fue adaptada a la pantalla en cuatro ocasiones, la última de ellas rodada en 1990 para la televisión.

## Biografía

### Primeros años
Su verdadero nombre era Geneva Grace Stratton, y nació en el Condado de Wabash, cerca de Lagro, Indiana. Era la menor de los doce hijos de Mary y Mark Stratton. Al principio, su familia acortó su nombre, llamándola Geneve, y ella lo acortó nuevamente para utilizar Gene. Su novela Laddie narra muchos detalles de su temprana vida, y ella la consideraba la más autobiográfica de sus obras. A pesar de no finalizar la high school, Stratton-Porter fue una ávida lectora y una erudita de la ecología y la vida salvaje.

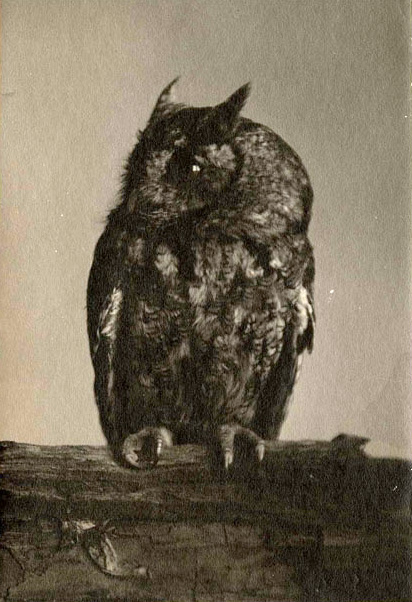
Una de las primeras fotografías de naturaleza de Gene Stratton-Porter. Los búhos eran sus aves favoritas, tanto para estudiar como para fotografiar.

### Madurez
Stratton se casó con Charles Dorwin Porter en 1886. Él era hijo de un médico, y se hizo farmacéutico, con locales en Geneva (Indiana) y Fort Wayne. Tuvieron una hija, Jeannette, nacida en 1887.
Para estar más cerca de sus negocios, el matrimonio construyó una gran casa en Geneva, de estilo reina Ana, a la que llamaron "Cabaña Limberlost". La casa fue posteriormente designada "Limberlost State Historic Site" en honor a Stratton-Porter. Desde allí, Stratton-Porter pasó mucho tiempo explorando la cercana Marisma Limberlost Swamp, donde ella localizó dos de sus más populares novelas y muchos de sus trabajos sobre historia de la naturaleza.
Cuando fue desecada su amada marisma como consecuencia del desarrollo, la escritora buscó nuevas fuentes de inspiración. En 1912, utilizando las ganancias de sus novelas, adquirió 120 acres en Sylvan Lake, en Rome City, Indiana. Allí construyó su "Cabaña en Wildflower Woods", la cual también llamó "Limberlost North". Hoy. Este lugar y los 150 acres que lo rodean, es conocido como el "The Gene Stratton-Porter State Historic Site", y permanece abierto al público.
Buscando un clima más moderado (tanto ambiental como social), Stratton-Porter empezó a pasar inviernos en Los Ángeles, California, hacia el año 1919, tras sufrir una grave enfermedad. Una vez allí, se mostró insatisfecha con las adaptaciones al cine de sus obras por parte de los estudios cinematográficos, por lo que buscó un mayor control de las mismas. Así, fundó Gene Stratton-Porter Productions, Inc., uno de los primeros estudios propiedad de una mujer, con el que empezó a rodar sus propias adaptaciones.
Con un mayor número de relaciones empresariales, y disfrutando de la compañía de muchos escritores, artistas, escultores y músicos, ella se mudó a California de modo permanente en 1923. Aun así, mantuvo su casa en Rome City, aunque ya hacía tiempo que el matrimonio había vendido la Cabaña Limberlost. 
Gene Stratton-Porter falleció en 1924 en Los Ángeles, California, cuando un tranvía chocó con su coche cuando ella viajaba a visitor a su hermano Jerome. Tenía 61 años de edad. Sus restos se encuentran en el Gene Stratton-Porter State Historic Site, en Rome City, Indiana.

### Carrera
Además de escribir sobre historia natural, Stratton-Porter fue fotógrafa, especializándose en pájaros y polillas en la marisma Limberlost, uno de los últimos humedales del bajo Great Lakes Basin. La marisma y su cabaña fueron los laboratorios de sus estudios y la fuente de inspiración de sus historias, novelas, ensayos, fotografías y películas.
Existen evidencias de que el primer libro de Stratton-Porter fue The Strike at Shane's, el cual se publicó de modo anónimo. Su primera novela atribuida, The Song of the Cardinal, tuvo un gran éxito comercial. Sus novelas Freckles, Girl of the Limberlost y The Harvester, tenían lugar en los humedales de los ecosistemas centrales de Indiana. En total, Stratton-Porter escribió más de 20 libros, tanto novelas como historia natural.
Aunque Stratton-Porter deseaba enfocarse en los libros de naturaleza, fueron sus novelas románticas las que le dieron ingresos y la fama y, gracias a ellas, pudo proseguir sus estudios de la naturaleza. Ella estimó tener más de 50 millones de lectores, ya que sus novelas se tradujeron a varios idiomas, incluyendo el Braille.
Una de las últimas novelas de Stratton-Porter, Her Father's Daughter (1921), tenía lugar en las afueras de Los Ángeles. Ella se había mudado a la ciudad por motivos de salud, así como para expandir sus negocios entrando en la industria cinematográfica. Esa obra presentaba una ventana única a los sentimientos de Stratton-Porter acerca de la Primera Guerra Mundial, el racismo y el nativismo, especialmente con relación a los inmigrantes de origen asiático.

## Adaptaciones al cine de sus obras
- A Girl of the Limberlost se adaptó en cuatro ocasiones al cine, la primera como película muda en 1924 con Gloria Grey en el papel del título (producida por la propia compañía de Stratton). En 1934 hizo el papel Louise Dresser, en 1945 Ruth Nelson y, más recientemente, en 1990 se rodó un telefilm en el cual la protagonista fue Joanna Cassidy.
- The Keeper of the Bees se adaptó tres veces. La primera fue una cinta muda de 1925, protagonizada por Robert Frazer. En 1935 el actor elegido fue Neil Hamilton, y en 1947 se hizo una adaptación muy libre, tanto que la conexión simplemente parece un intento de utilizar únicamente el título y los personajes principales del libro.
- Su nieta, Gene Stratton Monroe, protagonizó la versión rodada en 1925 de The Keeper of the Bees, haciendo el papel de Little Scout.[7]

## Novelas
- The Song of the Cardinal, 1903
- Freckles, 1904
- At the Foot of the Rainbow, 1907
- A Girl of the Limberlost, 1909
- The Harvester, 1911
- Laddie, 1913
- Michael O'Halloran, 1915
- A Daughter of the Land, 1918
- Her Father's Daughter, 1921
- The White Flag, 1923
- The Keeper of the Bees, 1925
- The Magic Garden, 1927[5]

## Libros sobre naturaleza
- What I Have Done with Birds, 1907
- Birds of the Bible, 1909
- Music of the Wild, 1910
- Moths of the Limberlost, 1912
- After the Flood, 1912
- Birds of the Limberlost, 1914
- Homing with the Birds, 1919
- Wings, 1923
- Tales You Won't Believe, 1925[8]

## Poesía y ensayos
- Morning Face, 1916
- The Fire Bird, 1922
- Jesus of the Emerald, 1923
- Let Us Highly Resolve, 1927
- Field o’ My Dreams: The Poetry of Gene-Stratton Porter, 2007[5]